# Krénusz János
Krénusz János (Őrtilos/Belezna, 1876. február 18. – Marcali, 1919. augusztus 28.) tanító, agitátor.

## Élete
Édesapja, Krénusz István a marcali Forgách uradalomban volt gépészkovács, édesanyja Vodicsek Mária. Felesége Babics Paula tanítónő volt. Krénusz Csurgó városában tanult, s miután megszerezte tanítói képesítését, Barcson, majd Kéthelyen, ezután pedig Beleznán oktatott, s belépett az MSZDP-be. Harcot indított a világi iskolák létrehozásáért, ám nemsokára szembekerült az egyházzal, illetve a helyi hatalmasságokkal: a Zichyekkel. „Osztály elleni izgatás és a földbirtok elosztásával való ámítás” miatt elbocsátották állásából. A beleznai parasztság kiállt mellette, eredményt azonban nem tudtak elérni. Az őszirózsás forradalom alatt - miután felülvizsgálták ügyét - visszahelyezték állásába, a kommün idején Kéthelyen volt igazgató-tanító, illetve direktóriumi tag, és beállt a Vörös Hadseregbe is. Emellett Iharosberény táján földosztásba kezdett, részt vett a téeszesítésben, és rendszeresen agitált. A tanácskormány bukását követően Prónay Pál különítménye felakasztotta. A marcali temetőben temették el.

## Emlékezete
Barcson utca viseli nevét. A szocializmusban Kaposváron iskolát neveztek el róla, ez ma a Honvéd Utcai Tagiskola. Büsztjét Horváth János szobrász készítette el (1977, Belezna).